# Viskóczi Henrik
Viskóczi Henrik (Kiszucaújhely, 1800. december 30. – Lugos, 1871. július 31.), egyes forrásokban Viskóczy, Wiszkóczy katolikus pap és minorita házfőnök.

## Életpályája
Miután elvégezte a középiskolát, 1821 októberében belépett a minorita rendbe és próbaévét a csütörtökhelyi kolostorban töltötte. Teológiai tanulmányait Egerben és Szegeden végezte, 1824-ben szerzetesi fogadalmat tett, 1826-ban pedig Makón pappá szentelték. Ezután több évig tanárként dolgozott, majd 1833-ban a budapesti egyetemen bölcsészeti tanulmányokból tett sikeres vizsgát, minek eredményeként a nyírbátori minorita kolostorba nevezték ki tanárnak. Később Szegeden teológiát oktatott, majd Aradon az ottani Minorita Ház alelnöki pozícióját töltötte be négy évig. Innen Marosvásárhelyre került, ahol házfőnökként tevékenykedett, majd visszatért Aradra. 1846-ban a rend Nagyenyedre nevezte ki plébánosnak és házfőnöknek.

### A nagyenyedi évek
Élete összefonódik az 1849 elején történt tragikus nagyenyedi vérengzéssel. A forradalmi események alatt, mikor a felkelők Nagyenyedet fenyegették, Viskóczi két másik pappal együtt a román táborhoz járult, hogy védelmet kérjen a város számára. Mikor a polgárok menekülni akartak, Viskóczy beszédet intézett hozzájuk és a nagy többséget maradásra bírta: „Ne hagyják ide városukat, gyermekeiket, hajlékaikat; ne hagyjanak ide engemet, ki a városból nem fogok mozdulni. A jó Isten nem hagy el minket. Mi a császár hívei vagyunk. Kik a forradalmat csinálták, azok innen távoztak […], mi békés polgárok vagyunk, minket nem fog bántani senki.”
Mikor a románok január 8-án mégis megtámadták Nagyenyedet, Viskóczi volt a vérengzés egyik legelső áldozata. Miután megpróbált a helyi román csapatok vezetőjétől segítséget kérni, ahelyett hogy visszatért volna a zárdába, az égő utcák felé igyekezett, hogy lássa, tehet-e valamit. A támadók meglőtték és sebesülten összerogyott, majd miután magához tért, leütötték és ledöfték, ujjait levágták hogy gyűrűit elvehessék. Ő maga így számol be viszontagságairól: „Magam valék az első áldozata a gyilkosoknak, kik is fejemen öt halálos sebet ejtvén, két ujjamat elvágva és két szuronyszúrással az oldalamat majd halálosan kilyukasztva, félholtan a földre hirtelen leterítettek és minden ruhától levetkőztetve, hét lövéssel idvezlettek”.
Paptársai visszavitték a kolostorba, de január 10-én oda is behatoltak a felkelők, és tovább ütlegelték és lőtték a félholt papot. Ugyanaznap, mikor az épület a gyújtogatások miatt veszélybe került, Viskóczit egy majorba szállították át, ahol nem esett több bántódása. Nagyenyedről a január 11-éről 12-ére virradó éjszakán mentette ki egy honvédcsapat.
1849 első hónapjaiban a kolozsvári Karolina Kórházban lábadozott, majd áprilisban visszatért Nagyenyedre és megpróbálta újjászervezni az egyházi életet. Mivel a katolikus templom leégett, a miséket a sekrestyében tartotta. Ő volt az első, aki megpróbálta megbecsülni az áldozatok számát és összeírni neveiket. 1853-ban kijavíttatta és újra befedette a templomot, rendházat és iskolát.

### Későbbi élete
1856-tól Kantán volt házfőnök, és az ottani parókiát vezette, majd 1862-ben Besztercére, 1864-ben saját kérésére ismét Nagyenyedre, 1868-ban Kolozsvárra, 1869-ben Lugosra helyezték át. Nagyenyeden szerzett sérülései aláásták egészségét, és hosszú ágyhoz kötött szenvedés után 1871-ben elhunyt.
Szolgálatait az osztrákok arany érdemkereszttel ismerték el, a Minorita Rend pedig Erdély részére „Szentháromságról címzett Rend örökös tanácsosának” választotta.

## Jellemzése
Szilágyi Farkas a következőket írta róla: „középtermetű, jól táplált, mozgékony ember volt. Nagy, derült homloka alatt élénk fürkésző szemek. Más felekezetekkel ellenséges viszonyban nem állott, anyaszentegyháza hitelveit, érdekeit a bigotizmusba átmenő buzgósággal szolgálta. Érezte, hogy megérdemli amiként az enyediek őt tisztelték, s ezt el is várta, hogy ne mondjam megkövetelte mindenik enyedi embertől. Jelleme nyílt, határozott. Fellépése bátor, kissé követelő. Az indulat könnyen vett erőt rajta, de épp oly gyorsan is csillapult. Az Uralkodó háznak feltétlen híve volt, de ezen hűséget a hazafias érzülettel össze tudta egyeztetni a legkényesebb viszonyok között is. Volt bátorsága megmondani az igazat bárkivel szemben, sőt e tekintetben néha kissé túl merész volt. Beszédében a tótos kiejtést nem bírta leszokni. Azon lándzsavágás, melyet 1849. január 9-re virradó éjjelen Enyed piacán kapott az oláhoktól s mely homloka jobb felőli felső részétől húzódott alá bal szeméig, durva forradásban meglátszott mindvégig. […] Tisztességes asztala mellé Enyed város tanácsának tagjait és a város más kiválóbb férfiait gyakran meghívta s a meghívást szívesen is fogadta mindenki, mert a buzgó, értelmes, egyenes jellemű papot, kissé érdes természete dacára is szerette és becsülte Enyeden minden ember.”